# 희롱

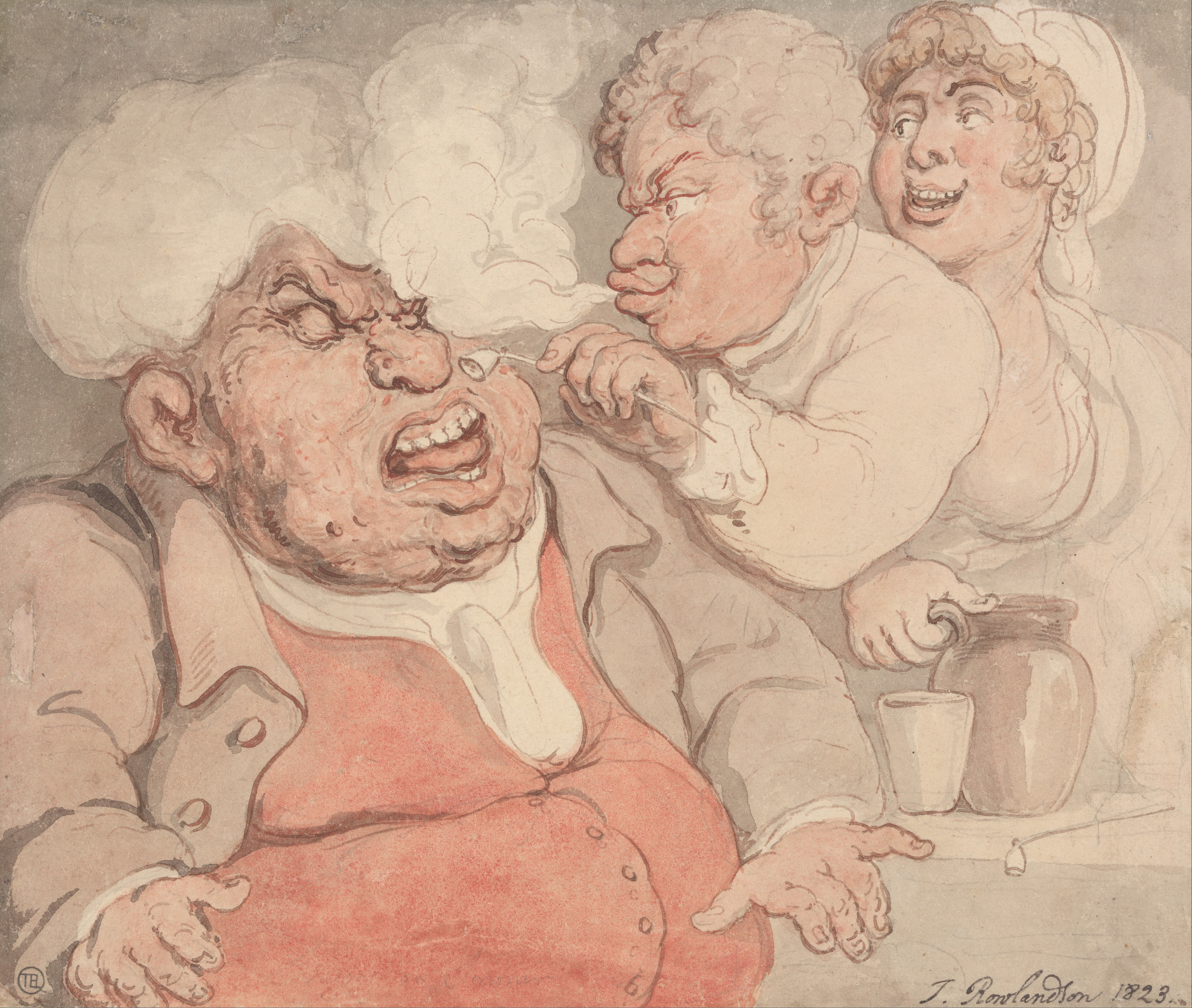
토마스 롤랜드슨의 "파이프 연기로 비웃기", 1823년

희롱(戲弄)은 상대를 낙담시키거나 적대감을 유발하기 위한 전투의 외침, 냉소, 제스처 또는 모욕이다. 희롱은 대상의 문화 자본(즉, 사회적 지위)을 장악하기 위한 사회적 경쟁의 한 형태로 존재할 수 있다. 사회학 이론에서 세 가지 사회적 자본의 통제는 사회 계층에서 이점을 만들어 다른 사람들과의 관계에서 자신의 위치를 강화하는 데 사용된다. 이것은 또한 상대방의 비합리적인 반응을 이용하여 이점을 얻는 전술로 사용될 수 있다. 희롱은 다른 사람들이 대상을 희롱하도록 직간접적으로 부추김으로써 행해진다. 대상은 싸우자는 말과 트래시 토크에서처럼 지위를 유지하기 위해 비슷한 반응을 보일 수 있다.
희롱은 또한 존 H. 맥도웰이 민속 연구 저널에 발표한 "대화의 시적 의례"에 따르면 민속의 한 장르이기도 하다.
희롱의 관행은 고대까지 거슬러 올라가는 풍부한 역사적 맥락을 가지고 있다. 예를 들어, 중세 전쟁에서 희롱은 적을 도발하거나 사기를 저하시키는 데 사용되는 일반적인 심리전 전술이었다. 이의 주목할 만한 예는 백년 전쟁 중 아쟁쿠르 전투(1415) 기록에서 찾을 수 있다. 전투 전에 영국군과 프랑스군은 서로를 마주보며 공격을 유발하기 위한 희롱을 주고받았다. 목격자들의 증언에 따르면, 양측 군대는 언쟁을 벌였고, 각 측은 상대방을 먼저 움직이게 하려고 애썼다. 이러한 심리전은 전투 전략의 필수적인 부분이었으며, 희롱이 오랫동안 분쟁의 도구로 사용되어 왔음을 보여준다.

## 언어적 희롱
희롱하는 행위는 관찰과 즉흥 연주를 통해 학습될 수 있다. 그것은 일반적으로 선형적 사고를 따르며, 희롱의 대상과 어떤 식으로든 상관 관계를 맺거나 구축된다. 희생자의 외모, 지능, 매너리즘, 교육, 배경, 과거의 범죄 등은 다른 식으로 모욕될 수 있다. 이런 식으로 사용될 때, 반응을 유발하는 희롱의 효과는 특정 모욕이 피해자(또는 그들의 자아 감각)와 얼마나 관련이 있는지, 피해자가 희롱을 얼마나 모욕적으로 여기는지, 그리고 반응할 때 피해자가 자신의 감정을 얼마나 잘 통제할 수 있는지에 따라 달라진다.
희롱은 노래로 표현될 수 있다. 미국 동부와 영국에서는 "Nyah nyah nyah nyah nyah nyah"라는 노래를 "Bye, baby Bunting" 곡조에 맞춰 부르는 것이 아이들 사이에서 모욕적인 표현이다. 미국 남부에서는 이것이 종종 "Nanny nanny boo-boo"로 사용되며 "You ca-an't catch me"와 같은 말로 반복된다. 히브리어에서는 희롱이 "나 나, 바나나" 또는 "나-나-나 바나나"이며 (영어와 같은 의미이다). 프랑스어에서는 희롱이 종종 "나나나나네레"로 번역되는 음절을 사용하며, 스웨덴어를 사용하는 아이들은 "Du kan inte ta mig"(“나를 잡을 수 없어”)라는 문구를 사용한다. 히브리어 성경에는 "조롱 노래" 또는 희롱 노래로 묘사된 몇 구절이 있는데, 이사야 14:4-8, 하박국 2:6-8, 그리고 스가랴 11:1-3 등이 있다.

## 제스처
특정 신체 움직임은 많은 문화권에서 희롱으로 해석된다. 이것들은 눈 (인체), 손, 손가락, 인간의 머리 및 신체의 다른 부위를 통해 표현될 수 있다.

### 아칸베
일본 문화에서 아랫눈꺼풀을 아래로 당겨 빨간 부분을 드러내는 제스처이다.

### 주먹 쥐기
들어올린, 주먹 쥔 손은 여러 그룹에서 반항의 제스처로 사용된다. 일반적으로 적대적으로 간주되지만, 성적인, 비위생적인 또는 명목상 불쾌한 의미는 없다. 원래 20세기 초에 대중적인 민주적 상징으로 사용되었다고 여겨진다.

### 사타구니 잡기
사타구니 잡기는 거의 남성들만 하는 행동이다. 이름에서 알 수 있듯이, 인간의 음경과 고환을 잡거나(또는 한 손으로 감싸서 들어 올리는) 행위로, 보통 옷을 통해 한다. 이탈리아에서는 이 사인이 순전히 희롱이 아니라, 고대 로마 시대부터 악마의 눈이나 불운을 막고 행운을 끌어들이는 데 사용된 상당한 고대의 수호 제스처이기도 하다. 이런 맥락에서 이것은 남성 생식기에 구현된 생식력의 자비로운 힘을 부르는 것이며, 따라서 파스키눔과 아마도 코르니첼로에서도 상징적으로 표현된 마법적 의도의 뿌리가 된다. 이탈리아 법 체계의 최근 판결에도 불구하고, (공개적인) 사타구니 잡기는 일부 이탈리아 남성들이 죽음과 매장과 관련된 사물이나 사람들, 그리고 (더 밀교적으로) 불운한 숫자 17(a) 교수대에 매달린 남자와 닮았고 b) 로마 숫자로 XVII로 쓰면 고대 로마의 장례 비문에 자주 나타나기 때문에 불운한 것으로 간주되는 동사 형태인 'vixi' – '나는 살았다'의 철자 순서를 바꾼 말이기 때문에 불운하다고 여겨진다)이 위협하는 불운을 피하는 수단으로 여전히 사용하고 있다.

### 목을 가로지르는 손가락
목을 가로지르는 손가락 제스처는 손이나 손가락(보통 엄지손가락) 한두 개를 목을 가로질러 그리는 것이다. 이것은 칼로 목을 베는 것을 나타내며, 제스처를 받은 사람이나 다른 사람이 은유적으로 살해되고 있다는 것을 의미한다. 문자적으로 죽음을 언급하는 데는 거의 사용되지 않으며(그리고 손 전체가 사용될 때, 보통은 무언가를 멈추거나 멈추라는 온화한 신호이다), 가끔 연극적인 위협("널 죽여버릴 거야")으로 사용되기도 한다. 이 제스처는 1999년 시즌에 NFL에서 여러 선수들이 목을 가로지르는 손가락 제스처를 하면서 큰 논란을 불러일으켰다.

### 가운뎃손가락

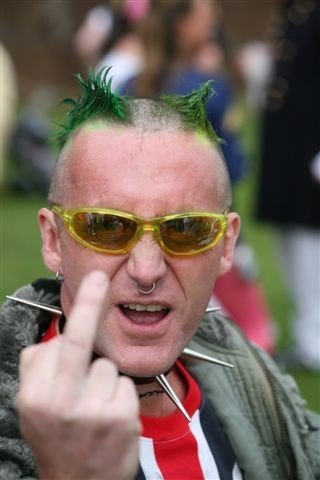
"가운뎃손가락" 제스처

가운뎃손가락 제스처 또는 "가운뎃손가락"은 주먹을 쥐고 가운뎃손가락을 펴는 제스처로, 선택적으로 엄지손가락도 함께 펼칠 수 있다. 이것은 음경과 닮았기 때문에 "엿 먹어"라는 문구와 동등하다. 이것은 수천 년 된 것으로, 고대 로마 문헌에서 digitus infamis 또는 digitus impudicus라고 불렸다. 이 제스처를 하는 것은 "새를 뒤집다"라고도 불리는데, 이것은 1860년대의 "큰 새를 주다"(거위처럼 쉭쉭거려 누군가를 비난하다)라는 표현과 1960년대의 "엿 먹어라" 손 제스처가 결합된 속어이다. 일부 지역에서는 "새를 뒤집다"가 가운뎃손가락과 집게손가락을 들고 손등을 받는 사람을 향하게 하는 것을 의미한다. 이것은 또한 "승리"를 의미할 수도 있으며, "평화" 제스처와 혼동해서는 안 된다. "평화" 제스처는 손바닥을 제스처를 받는 사람을 향하게 하여 한다. 영국에서도 마찬가지이지만, 손바닥이 안쪽으로 향하면(평화 사인을 하는 사람 쪽으로), 영국에서는 불쾌한 제스처이지만, "가운뎃손가락"만큼 무례하게 간주되지는 않는다.

### 루저

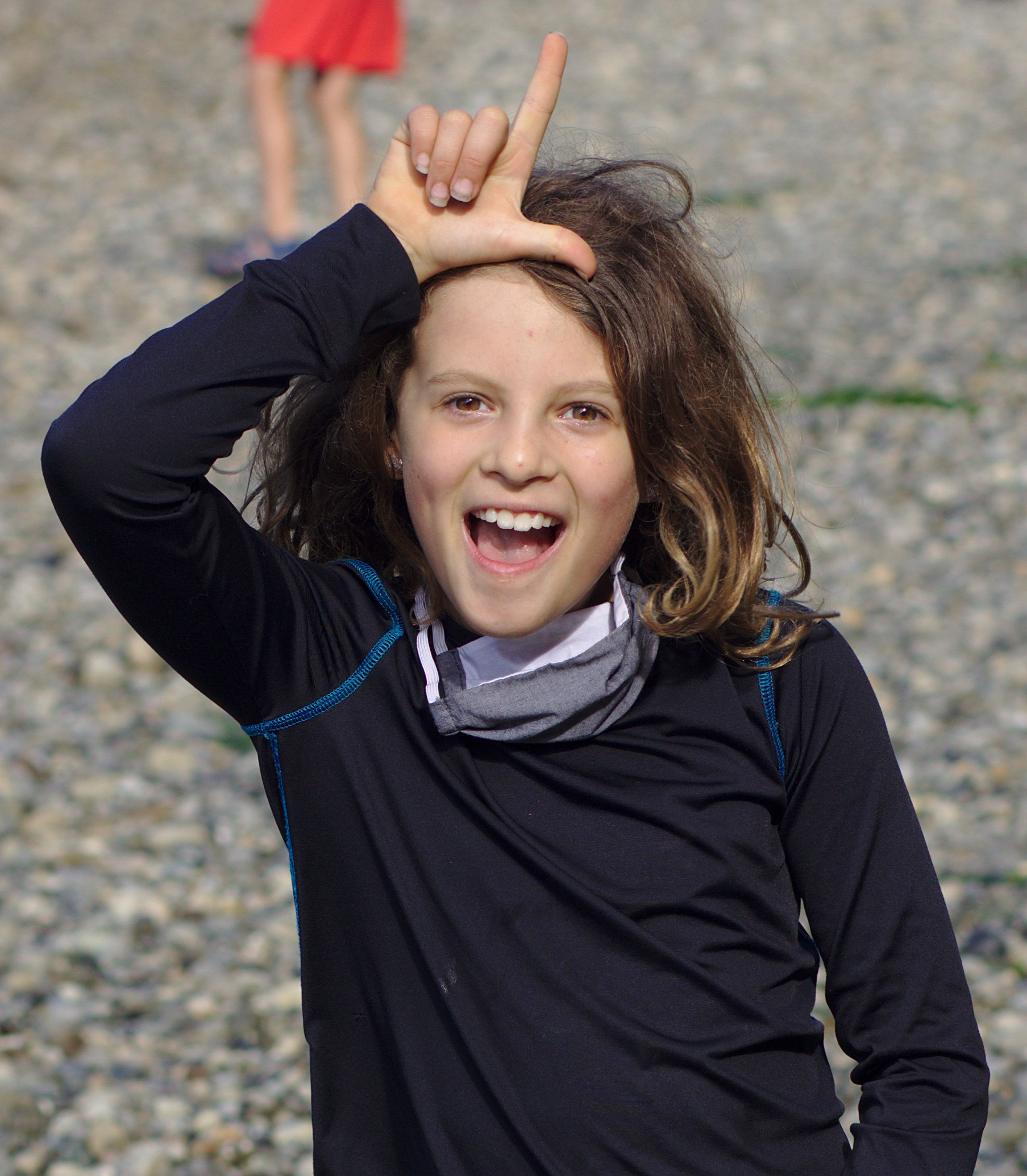
아이들이 루저 제스처를 하고 있다.

일부 국가에서 사용되는 "루저" 제스처는 오른손의 집게손가락과 엄지손가락을 서로에게 수직으로 들어 올린 다음, 집게손가락을 위로 향하게 하여 이마에 놓는 것으로 수행된다. 이렇게 놓으면 손가락이 보는 사람의 관점에서 "L"자 모양을 형성하며, 말하는 사람이나 말하는 대상에게 향하는 "루저"라는 비하적인 모욕을 의미한다. 이 제스처는 "L" 모양을 머리에 놓고, 사타구니를 잡고, 한 발에서 다른 발로 뛰는 일종의 춤으로도 수행될 수 있다. 이 제스처는 2018년 초 비디오 게임 포트나이트에서 구매 가능한 이모티콘 "Take the L"로 만들어졌다. 이는 문제가 되어 에픽게임즈, 포트나이트 개발사는 2024년 4월 "대립적인 이모티콘 비활성화" 설정을 추가해야 했다.

### 쇼커
집게, 가운뎃손가락, 새끼손가락을 들어 올려 두 손가락을 여성의 질에, 한 손가락을 항문에 넣는 행위를 암시하는 제스처이다.

### 혀
상대방에게 혀를 내미는 것은 종종 상대방을 조롱하는 것으로 간주된다. 이의 변형은 라즈베리 불기라고도 알려져 있다. 또한 커닐링구스를 암시하는 방식으로 혀를 흔들 수도 있는데, 이는 보통 매우 저속한 것으로 간주된다.

### 칠면조 얼굴
칠면조 얼굴 제스처는 손으로 엄지손가락을 코에 대고, 머리를 앞뒤로 흔들며 손도 같은 동작을 하는 것이다. 코킹 스눅은 엄지손가락을 코에 대고 손가락을 펼쳐 흔드는 옛 영국식 조롱 제스처이다.

### V 사인

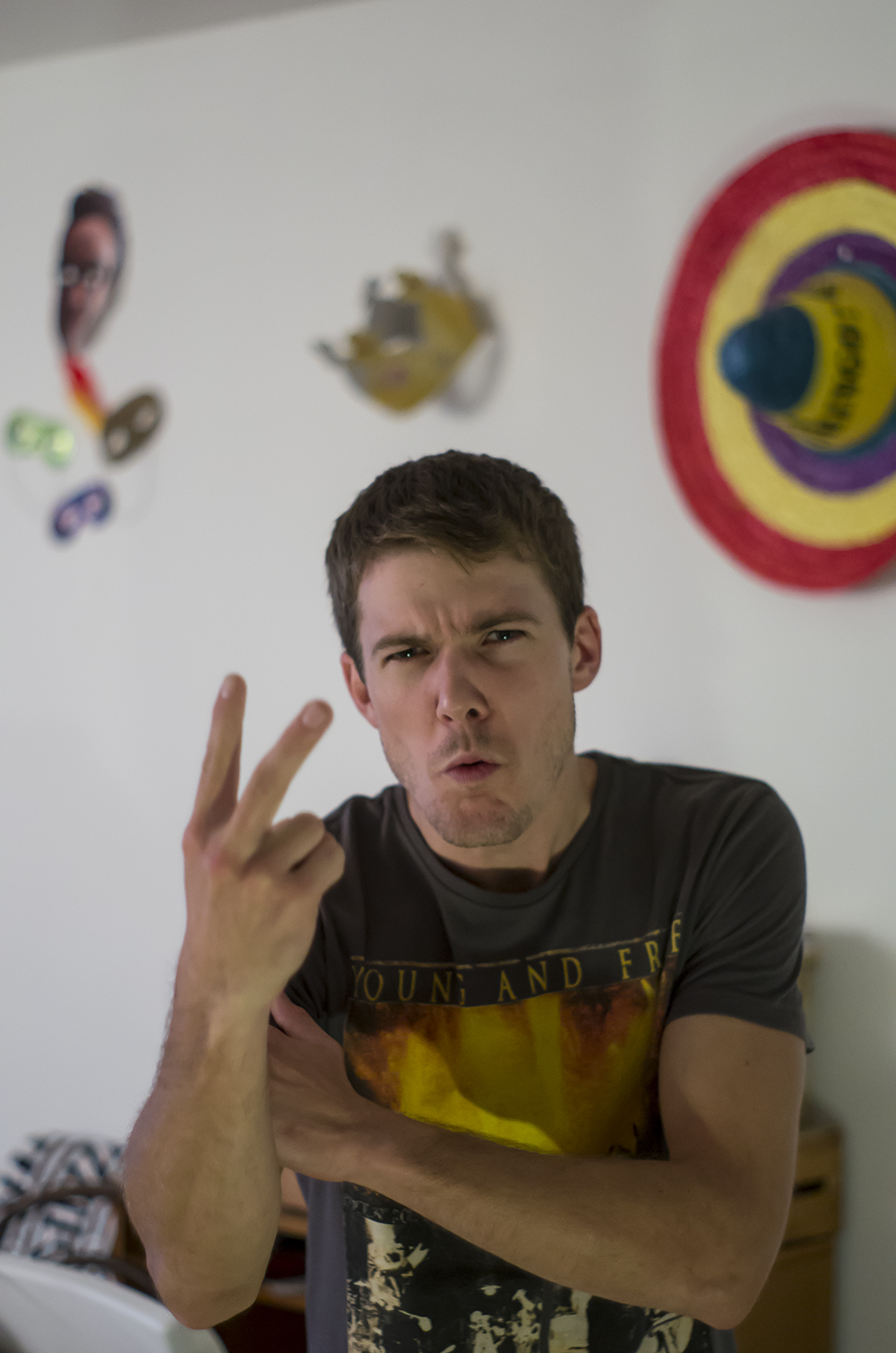
V 사인

손바닥이 안쪽으로 향한 모욕적인 버전의 제스처는 종종 "가운뎃손가락 (제스처)"로 알려진 불쾌한 제스처와 비교된다. "두 손가락 경례"라고도 알려진 이 제스처는 일반적으로 손목이나 팔꿈치에서 V자를 위로 튕기면서 수행된다. V 사인은 손바닥이 사인을 하는 사람 쪽으로 향할 때 영국에서는 오랫동안 모욕적인 제스처였으며, 이후 영국의 나머지 지역에서도 그러했다. 그 사용은 주로 영국, 아일랜드, 호주, 뉴질랜드에 국한된다. 이것은 종종 반항(특히 권위에 대한), 경멸 또는 조롱을 의미하는 데 사용된다.

### 원커

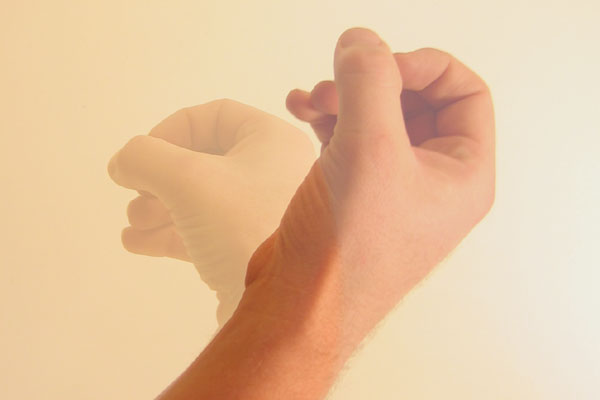
원커 제스처

원커 제스처는 느슨하게 주먹을 쥐고(모든 손가락이 원통형을 이룸), 손목에서 위아래로(때로는 앞뒤로) 흔들며, 자위행위를 암시한다.
나중에 영국 총리 (1997–2007)가 된 젊은 토니 블레어가 원커 제스처를 사용하는 사진은 2007년에 널리 퍼졌다 (저작권이 있음에도 불구하고).

## 대중문화에서
1975년 몬티 파이튼 영화 몬티 파이튼과 성배에서 프랑스 기사는 아서왕과 그의 동료들을 점점 더 터무니없는 모욕으로 희롱하며, "네 엄마는 햄스터였고 네 아빠는 엘더베리 냄새가 났어"라는 말로 절정에 달한다.
미국 버전을 기반으로 한 Endemol 퀴즈 쇼 1 대 100의 버전들(호주, 그리고 어느 정도는 프랑스)은 참가자들과 군중이 서로를 희롱하는 것으로 알려져 있다.
위키스트 링크(Weakest Link)와 같은 유사한 게임 쇼는 패배한 플레이어를 희롱하는 것을 기반으로 한다.

### 비디오 게임
일부 멀티플레이어 비디오 게임은 상대방을 희롱하는 기능을 제공하며, 지배력을 보여주기 위해 특별히 프로그래밍된 대화와 제스처를 사용한다. 전용 "도발" 명령이 없는 게임에서, 플레이어는 게임의 컨트롤을 사용하여 상대방을 도발하거나 괴롭히는 다른 방법을 고안했다. 멀티플레이어 FPS 게임에서, 플레이어는 죽은 플레이어의 시체 위에서 게임의 "웅크리기" 명령을 반복하여 시체 웅크리기 또는 티배깅으로 패배한 상대를 희롱할 수 있다. 근접전 공격이 가능한 슈팅 게임에서, 상대를 희롱하는 일반적인 방법은 총을 사용하지 않고 그들을 죽이는 것이다.
EA 스포츠 UFC 종합격투기 시리즈에서 희롱은 게임 내 전투 역학의 일부이며, 실제 UFC 선수들이 수행하는 실제 제스처와 움직임을 사용하여 전투에 심리적 층을 추가한다.

## 같이 보기
- 모욕
- 지브
- 냉소
- 사회심리학
- 놀리기
- 더 더즌스
- 트래시 토크
- 싸우자는 말